# Felipe de Pardo

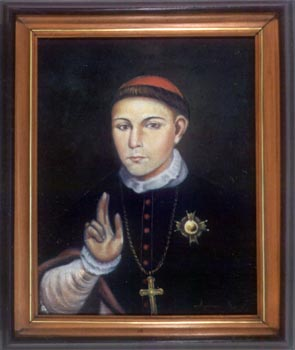
Felipe Fernández de Pardo

Felipe Fernández de Pardo (Valladolid, 7 februari 1611 - 31 december 1689) was een Spaans rooms-katholiek geestelijke. Pardo was van 1680 tot zijn dood in 1689 de aartsbisschop van het Aartsbisdom Manilla.
Pardo die werd geboren op 7 februari 1611 in een adellijke familie ging op 15-jarige leeftijd een Dominicaans klooster in. Na zijn wijding als dominicaans priester gaf hij enkele jaren les aan colleges van zijn kloosterorde. In 1648 arriveerde hij als missionaris in de Filipijnen. Daar doceerde hij de eerste paar jaar filosofie en theologie aan deUniversity of Santo Tomas. Van 1652 tot 1656 was Pardo rector van de universiteit. In 1671 werd hij de commissaris van de Inquisitie in Manilla.
Hoewel de pauselijke bul betreffende zijn benoeming tot aartsbisschop, gedateerd van 8 januari 1680, pas op 28 oktober 1681 arriveerde begon, Pardo al op 11 november 1677 als aartsbisschop-elect in Manilla. In zijn periode als aartsbisschop had Pardo hoogoplopende conflicten met de leden van de Audiencia en gouverneur Juan de Vargas y Hurtado. De conflicten liepen uiteindelijk zo hoog op dat de aartsbisschop op 28 maart 1863 door de Audiencia werd verbannen naar de provincie Pangasinan. Toen de nieuwe gouverneur, Gabriel de Curuzealegui y Arriola in 1984 aantrad haalde deze de audiencia over het vonnis in te trekken. Dit gebeurde uiteindelijk op 24 oktober van dat jaar. Pardo keerde in triomf terug als aartsbisschop in Manilla. In plaats van dat de rust terugkeerde, gooide Pardo olie op het vuur door alle betrokkenen te excommuniceren. Dit leverde voor de nieuwe gouverneur een groot probleem op, omdat hij nu de kolonie moest besturen met mensen, waarmee katholieken geen contact mochten hebben. Hij wist de aartsbisschop uiteindelijk over te halen het vonnis in te trekken voor de leden van de audiencia. Dit gold echter niet voor voormalig gouverneur Vargas. Vargas diende daarnaast bovendien een maand lang elke zondag en katholieke feestdag in gevangeniskleding en een halter voor de Kathedraal van Manilla te staan. Daarna zou hij dat moeten herhalen voor de kerken van Santo Domingo, Binondo en San Gabriel. Vargas onttrok zich echter aan dit vonnis en trok zich bovendien niets aan van zijn status als ge-excommuniceerde.
In 1687 stelde de koning de aartsbisschop in de disputen grotendeels in het gelijk en stuurde een speciale afgezant om ervoor te zorgen dat alle betrokkenen gestraft zouden worden. Ze dienden net als de aartsbisschop verbannen te worden naar de provincie. Drie van de oidores waren echter bij aankomst van Don Francisco campos Valdivia in juli 1689 al overleden. De vierde overleed voor het vonnis ten uitvoer gebracht kon worden. Vargas werd verbannen naar Pangasinan en daarna naar Nieuw-Spanje. Onderweg overleed ook hij echter. Het laatste lid van de Audiencia werd door Valdivia meegenomen naar Nieuw-Spanje.
De aartsbisschop overleed korte tijd later op oudjaarsdag 1689..